# Chaim Laskow

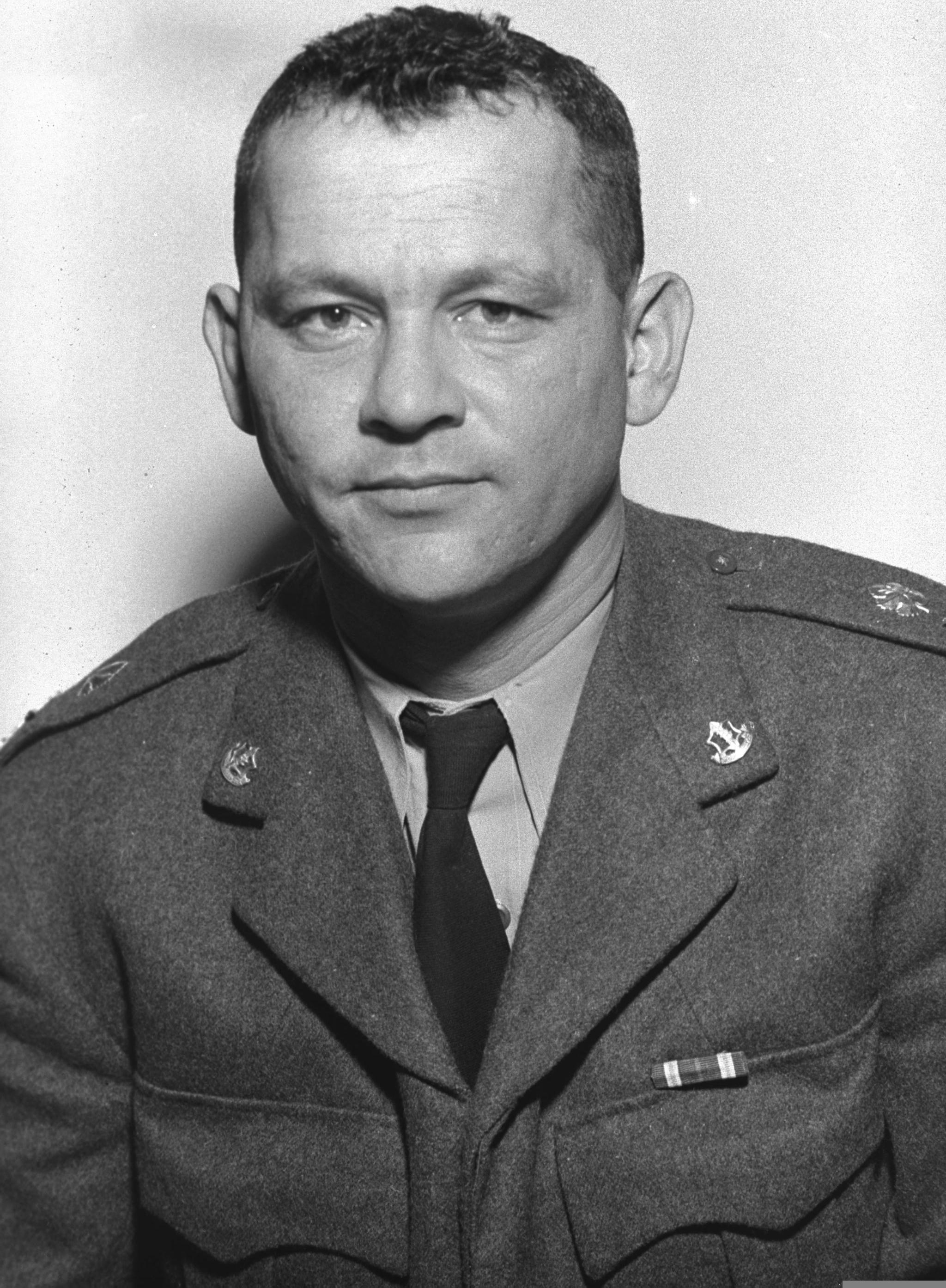
Chaim Laskow

Chaim Laskow (hebräisch חיים לסקוב; geboren 1919 in Baryssau (heute Belarus); gestorben am 8. Dezember 1982 in Tel Aviv) war ein israelischer General und der fünfte Generalstabschef der israelischen Streitkräfte.

## Leben

### Frühe Jahre
Laskow wurde in der weißrussischen Stadt Baryssau geboren. Zusammen mit seiner Familie wanderte er 1925 in das damalige Völkerbundsmandat Palästina aus. Die Familie ließ sich in Haifa nieder und lebte in großer Armut. Sein Vater wurde 1930 von aufständischen Arabern ermordet.
Schon in jungen Jahren trat Laskow der Hagana bei und diente in verschiedenen Einheiten, so zum Beispiel in der durch Orde Wingate gegründeten Kommandoeinheit Special Night Squads. Laskow fungierte als persönlicher Verbindungsoffizier für Jaakow Dori, dem späteren ersten Generalstabschef der israelischen Streitkräfte. 1940 trat er in die British Army ein, um am Krieg gegen das nationalsozialistische Deutschland teilnehmen zu können. Nachdem er innerhalb der British Army verschiedene Positionen bekleidet hatte, wurde er nach Aufstellung der Jüdischen Brigade dieser als Offizier zugeteilt. Als Teil der Jüdischen Brigade nahm er an Kampfhandlungen in Italien teil und wurde im Rang eines Majors 1945 demobilisiert.
Nach dem Ende des Zweiten Weltkrieges blieb Laskow in Europa und beteiligte sich an den Bemühungen der Alija Bet, illegale Einwanderung nach Palästina zu ermöglichen. Außerdem war er an verschiedenen Vergeltungsaktionen gegen Nationalsozialisten und deren Kollaborateure beteiligt. Nach seiner Rückkehr nach Palästina schloss er sich wieder der Hagana an, wobei er gleichzeitig im zivilen Leben als Chef des Sicherheitsdienstes der Israel Electric Corporation arbeitete.

### Militärische Karriere in Israel
Zu Beginn des Unabhängigkeitskrieges Israels 1948 übernahm Laskow die Verantwortung, um die Rahmenbedingungen zu schaffen, in denen Rekruten ausgebildet werden sollten. Er organisierte den ersten Offizierslehrgang und bildete aus den Absolventen dieses Lehrgangs eine Brigade, die während der Operation Nachschon bei Latrun zum Einsatz kam. Im Mai 1948 kehrte er als Kommandeur des ersten israelischen Panzerbataillons nach Latrun zurück, welches dort zusammen mit der 7. Brigade eingesetzt wurde. Während der Operation Dekel, der Eroberung Nazarets und des unteren Galiläas, sowie in der Operation Chiram (Luftoperationen ab 22., Bodenoffensive 28.–31. Oktober 1948), der Eroberung des restlichen Obergaliläas, kommandierte er die gesamte Brigade. Nach Abschluss der Kampfhandlungen kehrte er im Rang eines Generalmajors zurück zu seiner früheren Tätigkeit als Ausbilder.
Obwohl Laskow nie Pilot gewesen war, wurde er 1951 zum Chef der israelischen Luftstreitkräfte ernannt. Während seiner Amtszeit fiel die Anschaffung des ersten Düsenjägers der israelischen Luftstreitkräfte, des Gloster Meteors. Nach Ablauf seiner Amtszeit verließ Laskow das Militär und studierte Philosophie, Wirtschaftswissenschaft und Politikwissenschaft in Großbritannien. Dort erhielt er weitere militärische Ausbildung.
1955 kehrte er nach Israel zurück und wurde zum Generalstabsoffizier und Stellvertretenden Chef des Generalstabs ernannt. Nach einer Serie von Auseinandersetzungen fachlicher Natur mit dem Chef des Generalstabs, Mosche Dajan, wurde er zum Kommandeur der Panzertruppen degradiert. In dieser Funktion war er Befehlshaber der 77. Division, die während der Suezkrise 1956 an der Rafah el Arisch – Kanatara-Front zum Einsatz kam. Nachdem Asaph Simchoni, der Befehlshaber des Südkommandos der israelischen Streitkräfte, bei einem Flugzeugabsturz ums Leben gekommen war, wurde Laskow zu dessen Nachfolger ernannt und war in dieser Funktion zuständig für den Rückzug der israelischen Truppen von der Sinai-Halbinsel.

### Generalstabschef
1958 wurde Laskow im Alter von nur 39 Jahren als Nachfolger Mosche Dajans zum Generalstabschef der israelischen Streitkräfte ernannt. Seine Ernennung geschah vor dem Hintergrund der Vereinigung Ägyptens und Syriens zur Vereinigten Arabischen Republik am 31. Januar desselben Jahres und der potentiellen Gefahr, die von dieser Bündelung an Kräften für die Sicherheit Israels ausging. Nur zwei Monate später fanden schwere Artilleriefeuergefecht zwischen syrischen und israelischen Truppen über den See Genezareth hinweg statt. Die Zusammenstöße dauerten zwei Tage lang, bevor schließlich ein Waffenstillstand vereinbart wurde.
Am 24. April 1958 leitete Laskow die große Militärparade in Jerusalem aus Anlass des zehnten Jahrestages der Unabhängigkeit Israels. Die Parade fand trotz Warnungen Jordaniens, welches dies als einen aggressiven Akt bezeichnete, statt. Während der Parade ließ Laskow die neueste militärische Ausrüstung Israels zur Schau stellen, sowie Material, welches von Ägypten auf der Sinai-Halbinsel und von Syrien in der Huleebene erbeutet worden war.
Am 6. November setzte Syrien den Artilleriebeschuss Galiläas fort, während israelische Arbeiter damit beschäftigt waren, den Hulesee trockenzulegen, um mehr landwirtschaftliche Nutzfläche zu gewinnen. Unter Laskows Kommando erwiderten die israelischen Streitkräfte das Feuer.
Einer der größten Skandale während Laskows Amtszeit war die Überraschungsübung zur Mobilisierung der Reserve am 1. April 1959. Das radioübertragene Kodewort des Mobilisierungsaufrufs war Wasservogel, weshalb der darauffolgende Skandal als Nacht der Enten in die Geschichte eingegangen ist. Die Überraschung war so vollkommen, dass das ganze Land in Panik geriet und die Streitkräfte der benachbarten arabischen Länder in höchste Alarmbereitschaft versetzt wurden. Ein zur Ursachenfindung eingesetzter Untersuchungsausschuss wies die Verantwortung für dieses Fiasco den Generalmajoren Meir Zorea, einem hochrangiger Generalstabsoffizier, und Yehoshafat Harkabi, dem Chef des militärischen Geheimdienstes, zu. Beide traten daraufhin zurück.
Die Spannungen zwischen Israel und Syrien setzten sich in den folgenden Monaten fort. Am 31. Januar griffen israelische Streitkräfte das zu Syrien gehörende Dorf Twafik auf den Golanhöhen an, nachdem von israelischer Seite behauptet worden war, das Dorf sei durch syrische Truppen benutzt worden, um israelische Dörfer in Galiläa zu beschießen. Während dieser militärischen Operation kamen drei israelische Soldaten ums Leben.
Nach einer für israelische Begriffe relativ friedlichen Amtszeit, die nur durch Feuergefechte mit Syrien beeinträchtigt worden war, trat Laskow am 1. Januar 1961 von seinem Amt zurück. Während seiner Amtszeit konzentrierte er sich darauf, die israelischen Streitkräfte zu stärken: das erste U-Boot der israelischen Marine wurde unter ihm angeschafft, sowie eine Anzahl Super Mystère Düsenjäger in Frankreich erworben. Kurz vor seiner Verabschiedung verkündete Ministerpräsident David Ben Gurion, Israel habe seinen ersten Atomreaktor, in der Nähe Dimonas, gebaut. Dieser Reaktor diene allerdings nur der friedlichen Nutzung.

### Zivilist
1961 wurde Laskow zum Generaldirektor der israelischen Hafenbehörde ernannt. Während seiner Amtszeit wurde der Hafen von Aschdod entwickelt und gebaut. Heute ist Aschdod ein wichtiger Import- und Exporthafen Israels. Außerdem schrieb er weiterhin militärische Ausbildungshandbücher und veröffentlichte zahllose Artikel in militärischen Fachzeitschriften. 1972 wurde er der erste Ombudsmann zuständig für die Streitkräfte. In diese Funktion war er mehr als zehn Jahre bis zu seinem Tod tätig.
Er war Mitglied des Agranatuntersuchungausschusses, der nach dem Jom-Kippur-Krieg eingerichtet wurde, um die Fehler und Versäumnisse aufklären zu helfen, die letztendlich zu diesem Krieg geführt hatten.